# Kap New Haven
Das Kap New Haven ist ein Kap an der Nordküste von Low Island im Archipel der Südlichen Shetlandinseln. Es liegt unmittelbar östlich des Venev Point und ist Standort einer Kolonie des Zügelpinguins.
Das UK Antarctic Place-Names Committee benannte es 2018 nach New Haven im US-Bundesstaat Connecticut, Heimathafen der ersten in den Gewässern um die Südlichen Shetlandinseln operierenden Robbenfängern in den 1820er Jahren.